# Vertrag von Windsor (1522)
Der Vertrag von Windsor wurde am 19. Juni 1522 zwischen König Heinrich VIII. von England und Kaiser Karl V. geschlossen.
Zum einen behandelte das Papier den Plan eines gemeinsamen Angriffes auf Frankreich unter der Voraussetzung, dass jede Seite mindestens 40.000 Mann dafür zur Verfügung stellte. Karl V. ging darauf ein, um England für letzte Schulden auszugleichen, die er wegen des Konflikts mit Frankreich im Rahmen der Italienischen Kriege zu zahlen hatte. Infolge des Vertrags griffen die Engländer im Juli von Calais aus die Bretagne und die Picardie an. König Franz I. von Frankreich konnte aus Geldmangel keine großen Söldnerheere aufstellen, um Widerstand zu leisten, und die englische Armee brandschatzte und plünderte in diesen Regionen.
Zum anderen schmiedete Heinrich VIII. in dem Vertrag nach dem Scheitern eines früheren Eheplanes ein Ehebündnis für seine einzige Tochter Maria Tudor, die zu dieser Zeit sechs Jahre alt war. Marias Ehemann sollte ihr Cousin ersten Grades und Kaiser des Heiligen Römischen Reichs, Karl V., werden. Aber auch dieser Heiratsplan zerschlug sich schon wenige Jahre nach Vertragsschluss.